# Індермасіях
Султан Індермасіях (*д/н — 1730) — 9-й раджа-алам Пагаруюнга у 1674—1730 роках. Зберігав союз з Голландською Ост-Індською компанію та активно розширював володіння.

## Життєпис
Син Ахмадсіяха. Посів трон близько 1674 року. У 1677 році кочівні мінангкабау з Рембау, Сунгай Уджонг і Нанінг визнали владу Індермасіяха. Керувати ними було призначено родича останнього Раджу Ібрагіма. 1678 року Якоб Пітс, регент Голландської Ост-Індської компанії у Падангу, згадує про Індермасіяха як про правлячого монарха. Водночас починаються війни із султанатом Джамбі за владу в західній та південній Суматрі. В цьому протистоянні покладався на союз з Джохорським султанатом.
1692 року до держави прибув шейху Бурхануддіну Улакана з суфійської шоли Шаттарі, що ще більш ревносно став поширювати іслам серед мінангкабау-анімістів. Цьому сприяв сам Індермасіях.
1716 року уклав торгівельну угоду з Голландською Ост-Індською компанією. те, що він зберігав трон до 1730 року свідчить його з голландцямиу 1724, 1727 і 1730 роках. Ймовірно йому спадкував брат Султан Абдул Джаліл.